# Ballinamallard United FC
Ballinamallard United FC is een Noord-Ierse voetbalclub uit Ballinamallard. De club werd opgericht in 1975. In 2003 werd de club kampioen van de Second Division (derde klasse) en promoveerde naar de tweede klasse maar degradeerde na twee seizoenen weer. Het volgende seizoen werd de club vicekampioen achter Portstewart FC en promoveerde weer, maar ook de nieuwe poging in de tweede klasse was geen succes en enkel Moyola Park eindigde onder de club. Na een derde plaats in 2008 werd de club geselecteerd voor de nieuwe IFA Championship die in 2008-09 van start ging.
In 2012 promoveerde de club naar het hoogste niveau na het kampioenschap in de IFA Championship 1

## Eindklasseringen
| 10 |

| ? |

| 12 |

| 11 |

| 1 |

| 9 |

| 12 |

| 2 |

| 11 |

| 3 |

| 5 |

| 6 |

| 5 |

| 1 |

| 5 |

| 10 |

| 9 |

| 11 |

| 10 |

| 12 |

| 5 |

| 2 |

| - |

| 4 |

| 8 |

| 9 |

| 8 |

| NIFL Premiership | NIFL Championship | NIFL Premier Intermediate League |

De drie NIFL-divisies hebben in de loop der jaren diverse namen gekend, zie Northern Ireland football league system